# 1989-es Formula–1 monacói nagydíj
Az 1989-es Formula–1 világbajnokság harmadik futama a monacói nagydíj volt.

## Futam
Senna rajtolt az első helyről Prost előtt. Őket Boutsen és Brundle követte. A rajt után Senna vezetett Prost, Boutsen és Mansell előtt. A két McLaren fölényesen uralta a futamot, Senna győzelmét senki sem veszélyeztette, Prost 52 másodperccel lemaradva második lett. Thierry Boutsen a harmadik helyről folyamatosan esett vissza, Mansell pedig váltóproblémák miatt kiesett. De Cesaris a 33. körben összeütközött Piquet-vel a szűk Loews-kanyarban, és hosszú időre megállította a mögöttük haladó forgalmat. A negyedik Stefano Modena (Brabham-Judd) Martin Brundle boxkiállása után végül a harmadik helyre lépett előre.
| Helyezés | #  | Versenyző             | Csapat/Motor          | Futott körök | Idő/Kiesés oka | Rajthely | Pontszám |
| -------- | -- | --------------------- | --------------------- | ------------ | -------------- | -------- | -------- |
| 1        | 1  | Ayrton Senna          | McLaren-Honda         | 77           | 1:53:33,251    | 1        | 9        |
| 2        | 2  | Alain Prost           | McLaren-Honda         | 77           | + 52,529       | 2        | 6        |
| 3        | 8  | Stefano Modena        | Brabham-Judd          | 76           | + 1 kör        | 8        | 4        |
| 4        | 21 | Alex Caffi            | Dallara-Ford          | 75           | + 2 kör        | 9        | 3        |
| 5        | 4  | Michele Alboreto      | Tyrrell-Ford          | 75           | + 2 kör        | 12       | 2        |
| 6        | 7  | Martin Brundle        | Brabham-Judd          | 75           | + 2 kör        | 4        | 1        |
| 7        | 10 | Eddie Cheever         | Arrows-Ford           | 75           | + 2 kör        | 20       |          |
| 8        | 19 | Alessandro Nannini    | Benetton-Ford         | 74           | + 3 kör        | 15       |          |
| 9        | 3  | Jonathan Palmer       | Tyrrell-Ford          | 74           | + 3 kör        | 23       |          |
| 10       | 5  | Thierry Boutsen       | Williams-Renault      | 74           | + 3 kör        | 3        |          |
| 11       | 16 | Ivan Capelli          | March-Judd            | 73           | + 4 kör        | 22       |          |
| 12       | 25 | René Arnoux           | Ligier-Ford           | 73           | + 4 kör        | 21       |          |
| 13       | 22 | Andrea de Cesaris     | Dallara-Ford          | 73           | + 4 kör        | 10       |          |
| 14       | 20 | Johnny Herbert        | Benetton-Ford         | 73           | + 4 kör        | 24       |          |
| 15       | 6  | Riccardo Patrese      | Williams-Renault      | 73           | + 4 kör        | 7        |          |
| Kiesett  | 24 | Luis Perez-Sala       | Minardi-Ford          | 48           | Túlmelegedés   | 26       |          |
| Kiesett  | 40 | Gabriele Tarquini     | AGS-Ford              | 46           | Elektronika    | 13       |          |
| Kiesett  | 31 | Roberto Moreno        | Coloni-Ford           | 44           | Váltó          | 25       |          |
| Kiesett  | 30 | Philippe Alliot       | Larrousse-Lamborghini | 38           | Motorhiba      | 17       |          |
| Kiesett  | 15 | Maurício Gugelmin     | March-Judd            | 36           | Motorhiba      | 14       |          |
| Kiesett  | 11 | Nelson Piquet         | Lotus-Judd            | 32           | Ütközés        | 19       |          |
| Kiesett  | 27 | Nigel Mansell         | Ferrari               | 30           | Váltó          | 5        |          |
| Kiesett  | 32 | Pierre-Henri Raphanel | Coloni-Ford           | 19           | Váltó          | 18       |          |
| Kiesett  | 26 | Olivier Grouillard    | Ligier-Ford           | 4            | Váltó          | 16       |          |
| Kiesett  | 23 | Pierluigi Martini     | Minardi-Ford          | 3            | Kuplung        | 11       |          |
| Kiesett  | 9  | Derek Warwick         | Arrows-Ford           | 2            | Elektronika    | 6        |          |
| NK       | 38 | Christian Danner      | Rial-Ford             |              |                |          |          |
| NK       | 29 | Yannick Dalmas        | Larrousse-Lamborghini |              |                |          |          |
| NK       | 12 | Nakadzsima Szatoru    | Lotus-Judd            |              |                |          |          |
| NeK      | 18 | Piercarlo Ghinzani    | Osella-Ford           |              |                |          |          |
| NeK      | 36 | Stefan Johansson      | Onyx-Ford             |              |                |          |          |
| NeK      | 17 | Nicola Larini         | Osella-Ford           |              |                |          |          |
| NeK      | 34 | Bernd Schneider       | Zakspeed-Yamaha       |              |                |          |          |
| NeK      | 37 | Bertrand Gachot       | Onyx-Ford             |              |                |          |          |
| NeK      | 33 | Gregor Foitek         | Euro Brun-Judd        |              |                |          |          |
| NeK      | 39 | Volker Weidler        | Rial-Ford             |              |                |          |          |
| NeK      | 35 | Szuzuki Aguri         | Zakspeed-Yamaha       |              |                |          |          |
| NeK      | 41 | Joachim Winkelhock    | AGS-Ford              |              |                |          |          |

## Statisztikák
Vezető helyen:
- Ayrton Senna: 77 (1-77)

Ayrton Senna 16. győzelme, 32. pole-pozíciója, Alain Prost 29. leggyorsabb köre.
- McLaren 72. győzelme.